# Spice (cantante)
Spice, pseudonimo di Grace Latoya Hamilton (6 agosto 1982), è una cantante giamaicana.

## Discografia

### Album in studio
- 2021 – 10
- 2022 – Emancipated
- 2024 – Mirror 25

### EP
- 2014 – So Mi Like It

### Mixtape
- 2018 – Captured

### Singoli
- 2006: Fight Over Man
- 2008: A Nuh Me
- 2008: Ramping Shop (con Vybz Kartel)
- 2009: Slim VS Fluffy (con Pamputtae)
- 2010: Back Broad
- 2010: Jim Screechie
- 2010: Fun (Remix) (con Missy Elliott)
- 2010: Hot Patty Wine
- 2012: Body Great
- 2012: The Holiday
- 2012: Why You Mad (con Tifa)
- 2013: Dun Wife
- 2013: Twerk
- 2013: Pon Top
- 2013: Come Inside
- 2014: So Mi Like It
- 2014: Like A Man
- 2014: Conjugal Visit (con Vybz Kartel)
- 2015: Bend Ova
- 2015: Back Bend
- 2015: Baby I Love You
- 2015: Needle Eye
- 2015: Sight & Wine
- 2016: Indicator
- 2016: Sidung
- 2017: Sheet
- 2017: Set me suh (con Tiana)
- 2017: Long Division (con I-Octane)
- 2017: Couple Up
- 2017: Robot Wine
- 2017: Hooku Wine
- 2017: Receipt
- 2017: No Worries (con D'Angel)
- 2018: Tik Tak
- 2018: Gum
- 2018: Duffle Bag
- 2018: Gum
- 2018: Yaaas Goodie
- 2018: Under Fire